# Горња Шаторња
Горња Шаторња је насеље у Србији у општини Топола у Шумадијском округу. Према попису из 2022. има 414 становника (према попису из 2011. било је 494 становника).

## Демографија
У насељу Горња Шаторња живи 465 пунолетних становника, а просечна старост становништва износи 43,6 година (44,0 код мушкараца и 43,1 код жена). У насељу има 178 домаћинстава, а просечан број чланова по домаћинству је 3,13.
Ово насеље је великим делом насељено Србима (према попису из 2002. године), а у последња три пописа, примећен је пад у броју становника.
|  |

| Демографија | Демографија | Демографија |
| Година      | Становника  | Становника  |
| ----------- | ----------- | ----------- |
| 1948.       | 826         |             |
| 1953.       | 858         |             |
| 1961.       | 818         |             |
| 1971.       | 747         |             |
| 1981.       | 705         |             |
| 1991.       | 622         | 613         |
| 2002.       | 558         | 588         |
| 2011.       | 494         |             |
| 2022.       | 414         |             |

| Етнички састав према попису из 2002.‍ | Етнички састав према попису из 2002.‍ | Етнички састав према попису из 2002.‍ | Етнички састав према попису из 2002.‍ | Етнички састав према попису из 2002.‍ |
| ------------------------------------ | ------------------------------------ | ------------------------------------ | ------------------------------------ | ------------------------------------ |
|                                      |                                      |                                      |                                      |                                      |
| Срби                                 | Срби                                 |                                      | 555                                  | 99,46%                               |
| Словенци                             | Словенци                             |                                      | 1                                    | 0,17%                                |
| непознато                            | непознато                            |                                      | 0                                    | 0,0%                                 |

| Година пописа     | 1948. | 1953. | 1961. | 1971. | 1981. | 1991. | 2002. |
| ----------------- | ----- | ----- | ----- | ----- | ----- | ----- | ----- |
| Број домаћинстава | 163   | 165   | 188   | 177   | 187   | 181   | 178   |

| Број чланова      | 1  | 2  | 3  | 4  | 5  | 6  | 7 | 8 | 9 | 10 и више | Просек |
| ----------------- | -- | -- | -- | -- | -- | -- | - | - | - | --------- | ------ |
| Број домаћинстава | 32 | 49 | 32 | 28 | 15 | 12 | 8 | 1 | 1 | 0         | 3,13   |

| Пол    | Укупно | Неожењен/Неудата | Ожењен/Удата | Удовац/Удовица | Разведен/Разведена | Непознато |
| ------ | ------ | ---------------- | ------------ | -------------- | ------------------ | --------- |
| Мушки  | 248    | 75               | 145          | 20             | 8                  | 0         |
| Женски | 232    | 33               | 144          | 49             | 6                  | 0         |
| УКУПНО | 480    | 108              | 289          | 69             | 14                 | 0         |

| Пол    | Укупно                    | Пољопривреда, лов и шумарство | Рибарство                            | Вађење руде и камена | Прерађивачка индустрија       |
| ------ | ------------------------- | ----------------------------- | ------------------------------------ | -------------------- | ----------------------------- |
| Мушки  | 139                       | 86                            | 0                                    | 8                    | 21                            |
| Женски | 82                        | 51                            | 0                                    | 0                    | 20                            |
| УКУПНО | 221                       | 137                           | 0                                    | 8                    | 41                            |
| Пол    | Производња и снабдевање   | Грађевинарство                | Трговина                             | Хотели и ресторани   | Саобраћај, складиштење и везе |
| Мушки  | 3                         | 3                             | 8                                    | 2                    | 4                             |
| Женски | 0                         | 0                             | 4                                    | 2                    | 0                             |
| УКУПНО | 3                         | 3                             | 12                                   | 4                    | 4                             |
| Пол    | Финансијско посредовање   | Некретнине                    | Државна управа и одбрана             | Образовање           | Здравствени и социјални рад   |
| Мушки  | 0                         | 0                             | 2                                    | 0                    | 1                             |
| Женски | 0                         | 0                             | 1                                    | 1                    | 2                             |
| УКУПНО | 0                         | 0                             | 3                                    | 1                    | 3                             |
| Пол    | Остале услужне активности | Приватна домаћинства          | Екстериторијалне организације и тела | Непознато            | Непознато                     |
| Мушки  | 0                         | 0                             | 0                                    | 1                    | 1                             |
| Женски | 0                         | 0                             | 0                                    | 1                    | 1                             |
| УКУПНО | 0                         | 0                             | 0                                    | 2                    | 2                             |